# B&B Hotels-KTM
B&B Hotels-KTM (Kod UCI: BBK) – francuska zawodowa grupa kolarska istniejąca w latach 2018–2022.
Powstanie grupy, którą zarządzał Jérôme Pineau, zostało ogłoszone publicznie w sierpniu 2017, a do rywalizacji dołączyła ona od sezonu 2018, przystępując od początku działalności do dywizji UCI Professional Continental Teams.

## Nazwa grupy w poszczególnych latach
| lata | nazwa                            |
| ---- | -------------------------------- |
| 2018 | Vital Concept                    |
| 2019 | Vital Concept-B&B Hotels         |
| 2020 | B&B Hotels-Vital Concept p/b KTM |
| 2021 | B&B Hotels p/b KTM               |
| 2022 | B&B Hotels-KTM                   |

## Sezony

### 2022

#### Skład
| Skład drużyny 2022      | Skład drużyny 2022   | Skład drużyny 2022 | Skład drużyny 2022                         |
| Imię i nazwisko         | Data urodzenia       | Państwo            | Poprzednia grupa                           |
| ----------------------- | -------------------- | ------------------ | ------------------------------------------ |
| Pierre Barbier          | 25 września 1997     | Francja            | Delko (2021)                               |
| Cyril Barthe            | 14 lutego 1996       | Francja            | Euskadi Basque Country-Murias (2019)       |
| Alan Boileau            | 25 czerwca 1999      | Francja            | VC Pays de Loudéac (2020)                  |
| Franck Bonnamour        | 20 czerwca 1995      | Francja            | Arkéa-Samsic (2020)                        |
| Maxime Chevalier        | 16 maja 1999         | Francja            |                                            |
| Jens Debusschere        | 28 sierpnia 1989     | Belgia             | Katusha-Alpecin (2019)                     |
| Thibault Ferasse        | 12 września 1994     | Francja            | Natura4Ever-Roubaix Lille Métropole (2020) |
| Cyril Gautier           | 26 września 1987     | Francja            | AG2R La Mondiale (2018)                    |
| Alexis Gougeard         | 5 marca 1993         | Francja            | AG2R Citroën Team (2021)                   |
| Miguel Heidemann        | 27 stycznia 1998     | Niemcy             | Leopard Pro Cycling (2021)                 |
| Jonathan Hivert         | 23 marca 1985        | Francja            | Total Direct Énergie (2020)                |
| Quentin Jauregui        | 22 kwietnia 1994     | Francja            | AG2R La Mondiale (2020)                    |
| Victor Koretzky         | 26 sierpnia 1994     | Francja            | No name (2021)                             |
| Adrien Lagrée           | 25 kwietnia 1997     | Francja            | VC Pays de Loudéac (2021)                  |
| Axel Laurance           | 13 kwietnia 2001     | Francja            | VC Pays de Loudéac (2021)                  |
| Jérémy Lecroq           | 7 kwietnia 1995      | Francja            | Roubaix Lille Métropole (2017)             |
| Cyril Lemoine           | 3 marca 1983         | Francja            | Cofidis (2020)                             |
| Eliot Lietaer           | 15 sierpnia 1990     | Belgia             | Bingoal-Wallonie Bruxelles (2020)          |
| Julien Morice           | 20 lipca 1991        | Francja            | Direct Énergie (2017)                      |
| Luca Mozzato            | 15 lutego 1998       | Włochy             | Dimension Data for Qhubeka (2019)          |
| Raphaël Parisella       | 23 października 2002 | Kanada             |                                            |
| Pierre Rolland          | 10 października 1986 | Francja            | EF Education First-Drapac (2018)           |
| Sebastian Schönberger   | 14 maja 1994         | Austria            | Neri Sottoli-Selle Italia-KTM (2019)       |
| Jordi Warlop            | 4 czerwca 1996       | Belgia             | Sport Vlaanderen-Baloise (2021)            |
|                         |                      |                    |                                            |
| Źródło: ProCyclingStats |                      |                    |                                            |

#### Zwycięstwa
| Zwycięstwa | Zwycięstwa                | Zwycięstwa | Zwycięstwa | Zwycięstwa       | Zwycięstwa |
| Data       | Wyścig                    | Państwo    | Kategoria  | Zwycięzca        |            |
| ---------- | ------------------------- | ---------- | ---------- | ---------------- | ---------- |
| 26 maj     | Alpes Isère Tour, 2. etap | Francja    | 2.2        | Quentin Jauregui |            |
| 27 maj     | Alpes Isère Tour, 3. etap | Francja    | 2.2        | Victor Koretzky  |            |
| 14 sie     | Polynormande              | Francja    | 1.1        | Franck Bonnamour |            |

### 2021

#### Skład
| Skład drużyny 2021                       | Skład drużyny 2021   | Skład drużyny 2021 | Skład drużyny 2021                         |
| Imię i nazwisko                          | Data urodzenia       | Państwo            | Poprzednia grupa                           |
| ---------------------------------------- | -------------------- | ------------------ | ------------------------------------------ |
| Frederik Backaert                        | 13 marca 1990        | Belgia             | Wanty-Gobert (2019)                        |
| Nicola Bagioli                           | 19 lutego 1995       | Włochy             | Androni Giocattoli-Sidermec (2020)         |
| Cyril Barthe                             | 14 lutego 1996       | Francja            | Euskadi Basque Country-Murias (2019)       |
| Alan Boileau                             | 25 czerwca 1999      | Francja            | VC Pays de Loudéac (2020)                  |
| Franck Bonnamour                         | 20 czerwca 1995      | Francja            | Arkéa-Samsic (2020)                        |
| Maxime Cam                               | 9 lipca 1992         | Francja            | VC Pays de Loudéac (2018)                  |
| Maxime Chevalier                         | 16 maja 1999         | Francja            |                                            |
| Bryan Coquard                            | 25 kwietnia 1992     | Francja            | Direct Énergie (2017)                      |
| Bert De Backer                           | 2 kwietnia 1984      | Belgia             | Team Sunweb (2017)                         |
| Jens Debusschere                         | 28 sierpnia 1989     | Belgia             | Katusha-Alpecin (2019)                     |
| Thibault Ferasse                         | 12 września 1994     | Francja            | Natura4Ever-Roubaix Lille Métropole (2020) |
| Cyril Gautier                            | 26 września 1987     | Francja            | AG2R La Mondiale (2018)                    |
| Jonathan Hivert                          | 23 marca 1985        | Francja            | Total Direct Énergie (2020)                |
| Quentin Jauregui                         | 22 kwietnia 1994     | Francja            | AG2R La Mondiale (2020)                    |
| Jérémy Lecroq                            | 7 kwietnia 1995      | Francja            | Roubaix Lille Métropole (2017)             |
| Cyril Lemoine                            | 3 marca 1983         | Francja            | Cofidis (2020)                             |
| Eliot Lietaer                            | 15 sierpnia 1990     | Belgia             | Bingoal-Wallonie Bruxelles (2020)          |
| Julien Morice                            | 20 lipca 1991        | Francja            | Direct Énergie (2017)                      |
| Luca Mozzato                             | 15 lutego 1998       | Włochy             | Dimension Data for Qhubeka (2019)          |
| Quentin Pacher                           | 6 stycznia 1992      | Francja            | Delko-Marseille Provence-KTM (2017)        |
| Kévin Reza                               | 18 maja 1988         | Francja            | FDJ (2017)                                 |
| Pierre Rolland                           | 10 października 1986 | Francja            | EF Education First-Drapac (2018)           |
| Sebastian Schönberger                    | 14 maja 1994         | Austria            | Neri Sottoli-Selle Italia-KTM (2019)       |
| Jonas Van Genechten                      | 16 września 1986     | Belgia             | Cofidis, Solutions Crédits (2017)          |
| Florian Dauphin (1 sie–31 gru, stażysta) | 6 kwietnia 1999      | Francja            | Sojasun espoir-ACNC (2020)                 |
| Adrien Lagrée (1 sie–31 gru, stażysta)   | 25 kwietnia 1997     | Francja            | VC Pays de Loudéac (2021)                  |
| Axel Laurance (1 sie–31 gru, stażysta)   | 13 kwietnia 2001     | Francja            | VC Pays de Loudéac (2021)                  |
|                                          |                      |                    |                                            |
| Źródło: UCI                              |                      |                    |                                            |

#### Zwycięstwa
| Zwycięstwa | Zwycięstwa                         | Zwycięstwa | Zwycięstwa | Zwycięstwa       | Zwycięstwa |
| Data       | Wyścig                             | Państwo    | Kategoria  | Zwycięzca        |            |
| ---------- | ---------------------------------- | ---------- | ---------- | ---------------- | ---------- |
| 3 maj      | Tour du Rwanda, 2. etap            | Rwanda     | 2.1        | Alan Boileau     |            |
| 4 maj      | Tour du Rwanda, 3. etap            | Rwanda     | 2.1        | Alan Boileau     |            |
| 6 maj      | Tour du Rwanda, 5. etap            | Rwanda     | 2.1        | Alan Boileau     |            |
| 7 maj      | Tour du Rwanda, 6. etap            | Rwanda     | 2.1        | Pierre Rolland   |            |
| 4 sie      | Tour de Savoie Mont-Blanc, prolog  | Francja    | 2.2        | Maxime Chevalier |            |
| 7 sie      | Tour de Savoie Mont-Blanc, 3. etap | Francja    | 2.2        | Alan Boileau     |            |

### 2020

#### Skład
| Skład drużyny 2020      | Skład drużyny 2020   | Skład drużyny 2020 | Skład drużyny 2020                   |
| Imię i nazwisko         | Data urodzenia       | Państwo            | Poprzednia grupa                     |
| ----------------------- | -------------------- | ------------------ | ------------------------------------ |
| Frederik Backaert       | 13 marca 1990        | Belgia             | Wanty-Gobert (2019)                  |
| Cyril Barthe            | 14 lutego 1996       | Francja            | Euskadi Basque Country-Murias (2019) |
| Kris Boeckmans          | 13 lutego 1987       | Belgia             | Lotto-Soudal (2017)                  |
| Maxime Cam              | 9 lipca 1992         | Francja            | VC Pays de Loudéac (2018)            |
| Maxime Chevalier        | 16 maja 1999         | Francja            |                                      |
| Bryan Coquard           | 25 kwietnia 1992     | Francja            | Direct Énergie (2017)                |
| Arnaud Courteille       | 13 marca 1989        | Francja            | FDJ (2017)                           |
| Bert De Backer          | 2 kwietnia 1984      | Belgia             | Team Sunweb (2017)                   |
| Jens Debusschere        | 28 sierpnia 1989     | Belgia             | Katusha-Alpecin (2019)               |
| Adrien Garel            | 12 marca 1996        | Francja            |                                      |
| Cyril Gautier           | 26 września 1987     | Francja            | AG2R La Mondiale (2018)              |
| Johan Le Bon            | 3 października 1990  | Francja            | FDJ (2017)                           |
| Jérémy Lecroq           | 7 kwietnia 1995      | Francja            | Roubaix Lille Métropole (2017)       |
| Julien Morice           | 20 lipca 1991        | Francja            | Direct Énergie (2017)                |
| Justin Mottier          | 14 września 1993     | Francja            | VC Pays de Loudéac (2017)            |
| Luca Mozzato            | 15 lutego 1998       | Włochy             | Dimension Data for Qhubeka (2019)    |
| Quentin Pacher          | 6 stycznia 1992      | Francja            | Delko-Marseille Provence-KTM (2017)  |
| Kévin Reza              | 18 maja 1988         | Francja            | FDJ (2017)                           |
| Pierre Rolland          | 10 października 1986 | Francja            | EF Education First-Drapac (2018)     |
| Sebastian Schönberger   | 14 maja 1994         | Austria            | Neri Sottoli-Selle Italia-KTM (2019) |
| Tom-Jelte Slagter       | 1 lipca 1989         | Holandia           | Dimension Data (2019)                |
| Jimmy Turgis            | 10 sierpnia 1991     | Francja            | Cofidis, Solutions Crédits (2018)    |
| Jonas Van Genechten     | 16 września 1986     | Belgia             | Cofidis, Solutions Crédits (2017)    |
| Arthur Vichot           | 26 listopada 1988    | Francja            | Groupama-FDJ (2018)                  |
|                         |                      |                    |                                      |
| Źródło: ProCyclingStats |                      |                    |                                      |

#### Zwycięstwa
| Zwycięstwa      | Zwycięstwa                                        | Zwycięstwa | Zwycięstwa | Zwycięstwa     | Zwycięstwa |
| Data            | Wyścig                                            | Państwo    | Kategoria  | Zwycięzca      |            |
| --------------- | ------------------------------------------------- | ---------- | ---------- | -------------- | ---------- |
| 15 lut          | Malaysian International Classic Race              | Malezja    | 1.1        | Johan Le Bon   |            |
| 1 sie           | Route d’Occitanie, 1. etap                        | Francja    | 2.1        | Bryan Coquard  |            |
| 8 sierpnia 2020 | Tour de Savoie Mont-Blanc, klasyfikacja generalna | Francja    | 2.2        | Pierre Rolland |            |

### 2019

#### Skład
| Skład drużyny 2019      | Skład drużyny 2019   | Skład drużyny 2019 | Skład drużyny 2019                  |
| Imię i nazwisko         | Data urodzenia       | Państwo            | Poprzednia grupa                    |
| ----------------------- | -------------------- | ------------------ | ----------------------------------- |
| Yoann Bagot             | 6 września 1987      | Francja            | Cofidis, Solutions Crédits (2017)   |
| Kris Boeckmans          | 13 lutego 1987       | Belgia             | Lotto-Soudal (2017)                 |
| Maxime Cam              | 9 lipca 1992         | Francja            | VC Pays de Loudéac (2018)           |
| Bryan Coquard           | 25 kwietnia 1992     | Francja            | Direct Énergie (2017)               |
| Arnaud Courteille       | 13 marca 1989        | Francja            | FDJ (2017)                          |
| Bert De Backer          | 2 kwietnia 1984      | Belgia             | Team Sunweb (2017)                  |
| Corentin Ermenault      | 27 stycznia 1996     | Francja            | Team Wiggins (2017)                 |
| Marc Fournier           | 12 listopada 1994    | Francja            | FDJ (2017)                          |
| Adrien Garel            | 12 marca 1996        | Francja            |                                     |
| Cyril Gautier           | 26 września 1987     | Francja            | AG2R La Mondiale (2018)             |
| Steven Lammertink       | 4 grudnia 1993       | Holandia           | LottoNL-Jumbo (2017)                |
| Johan Le Bon            | 3 października 1990  | Francja            | FDJ (2017)                          |
| Jérémy Lecroq           | 7 kwietnia 1995      | Francja            | Roubaix Lille Métropole (2017)      |
| Lorrenzo Manzin         | 26 lipca 1994        | Francja            | FDJ (2017)                          |
| Julien Morice           | 20 lipca 1991        | Francja            | Direct Énergie (2017)               |
| Justin Mottier          | 14 września 1993     | Francja            | VC Pays de Loudéac (2017)           |
| Patrick Müller          | 18 kwietnia 1996     | Szwajcaria         | BMC Development (2017)              |
| Quentin Pacher          | 6 stycznia 1992      | Francja            | Delko-Marseille Provence-KTM (2017) |
| Kévin Reza              | 18 maja 1988         | Francja            | FDJ (2017)                          |
| Pierre Rolland          | 10 października 1986 | Francja            | EF Education First-Drapac (2018)    |
| Jimmy Turgis            | 10 sierpnia 1991     | Francja            | Cofidis, Solutions Crédits (2018)   |
| Jonas Van Genechten     | 16 września 1986     | Belgia             | Cofidis, Solutions Crédits (2017)   |
| Arthur Vichot           | 26 listopada 1988    | Francja            | Groupama-FDJ (2018)                 |
|                         |                      |                    |                                     |
| Źródło: ProCyclingStats |                      |                    |                                     |

#### Zwycięstwa
| Zwycięstwa  | Zwycięstwa                                        | Zwycięstwa | Zwycięstwa | Zwycięstwa      | Zwycięstwa |
| Data        | Wyścig                                            | Państwo    | Kategoria  | Zwycięzca       |            |
| ----------- | ------------------------------------------------- | ---------- | ---------- | --------------- | ---------- |
| 24 sty      | La Tropicale Amissa Bongo, 4. etap                | Gabon      | 2.1        | Lorrenzo Manzin |            |
| 27 sty      | La Tropicale Amissa Bongo, 7. etap                | Gabon      | 2.1        | Lorrenzo Manzin |            |
| 7 lut       | Étoile de Bessèges, 1. etap                       | Francja    | 2.1        | Bryan Coquard   |            |
| 6 kwi       | Volta Limburg Classic                             | Holandia   | 1.1        | Patrick Müller  |            |
| 10 kwi      | Circuit de la Sarthe, 2. etap                     | Francja    | 2.1        | Bryan Coquard   |            |
| 1 maja 2019 | Tour de Bretagne Cycliste, klasyfikacja generalna | Francja    | 2.2        | Lorrenzo Manzin |            |
| 12 maj      | Grand Prix de la Somme                            | Francja    | 1.2        | Lorrenzo Manzin |            |
| 17 maj      | Quatre Jours de Dunkerque, 4. etap                | Francja    | 2.HC       | Bryan Coquard   |            |
| 26 maj      | Grote Prijs Marcel Kint                           | Belgia     | 1.1        | Bryan Coquard   |            |
| 9 cze       | Boucles de la Mayenne, 4. etap                    | Francja    | 2.1        | Bryan Coquard   |            |
| 16 cze      | Baloise Belgium Tour, 5. etap                     | Belgia     | 2.HC       | Bryan Coquard   |            |
| 25 lip      | Grand Prix Pino Cerami                            | Belgia     | 1.1        | Bryan Coquard   |            |
| 16 sie      | Arctic Race of Norway, 2. etap                    | Norwegia   | 2.HC       | Bryan Coquard   |            |

### 2018

#### Skład
| Skład drużyny 2018                       | Skład drużyny 2018  | Skład drużyny 2018 | Skład drużyny 2018                  |
| Imię i nazwisko                          | Data urodzenia      | Państwo            | Poprzednia grupa                    |
| ---------------------------------------- | ------------------- | ------------------ | ----------------------------------- |
| Yoann Bagot                              | 6 września 1987     | Francja            | Cofidis, Solutions Crédits (2017)   |
| Kris Boeckmans                           | 13 lutego 1987      | Belgia             | Lotto-Soudal (2017)                 |
| Bryan Coquard                            | 25 kwietnia 1992    | Francja            | Direct Énergie (2017)               |
| Erwann Corbel                            | 20 kwietnia 1991    | Francja            | Fortuneo-Oscaro (2017)              |
| Arnaud Courteille                        | 13 marca 1989       | Francja            | FDJ (2017)                          |
| Bert De Backer                           | 2 kwietnia 1984     | Belgia             | Team Sunweb (2017)                  |
| Corentin Ermenault                       | 27 stycznia 1996    | Francja            | Team Wiggins (2017)                 |
| Marc Fournier                            | 12 listopada 1994   | Francja            | FDJ (2017)                          |
| Adrien Garel                             | 12 marca 1996       | Francja            |                                     |
| Steven Lammertink                        | 4 grudnia 1993      | Holandia           | LottoNL-Jumbo (2017)                |
| Johan Le Bon                             | 3 października 1990 | Francja            | FDJ (2017)                          |
| Jérémy Lecroq                            | 7 kwietnia 1995     | Francja            | Roubaix Lille Métropole (2017)      |
| Lorrenzo Manzin                          | 26 lipca 1994       | Francja            | FDJ (2017)                          |
| Julien Morice                            | 20 lipca 1991       | Francja            | Direct Énergie (2017)               |
| Justin Mottier                           | 14 września 1993    | Francja            | VC Pays de Loudéac (2017)           |
| Patrick Müller                           | 18 kwietnia 1996    | Szwajcaria         | BMC Development (2017)              |
| Quentin Pacher                           | 6 stycznia 1992     | Francja            | Delko-Marseille Provence-KTM (2017) |
| Kévin Reza                               | 18 maja 1988        | Francja            | FDJ (2017)                          |
| Tanguy Turgis                            | 16 maja 1998        | Francja            | Cofidis, Solutions Crédits (2017)   |
| Jonas Van Genechten                      | 16 września 1986    | Belgia             | Cofidis, Solutions Crédits (2017)   |
|                                          |                     |                    |                                     |
| Źródła: ProCyclingStats Cycling Quotient |                     |                    |                                     |

#### Zwycięstwa
| Zwycięstwa | Zwycięstwa                         | Zwycięstwa                   | Zwycięstwa | Zwycięstwa          | Zwycięstwa |
| Data       | Wyścig                             | Państwo                      | Kategoria  | Zwycięzca           |            |
| ---------- | ---------------------------------- | ---------------------------- | ---------- | ------------------- | ---------- |
| 24 sty     | Tour of Sharjah, 1. etap           | Zjednoczone Emiraty Arabskie | 2.1        | Julien Morice       |            |
| 13 lut     | Tour of Oman, 1. etap              | Oman                         | 2.HC       | Bryan Coquard       |            |
| 4 mar      | Grand Prix de la Ville de Lillers  | Francja                      | 1.2        | Jérémy Lecroq       |            |
| 11 maj     | Quatre Jours de Dunkerque, 4. etap | Francja                      | 2.HC       | Bryan Coquard       |            |
| 27 maj     | Baloise Belgium Tour, 5. etap      | Belgia                       | 2.HC       | Bryan Coquard       |            |
| 18 sie     | Tour du Limousin, 4. etap          | Francja                      | 2.1        | Lorrenzo Manzin     |            |
| 19 wrz     | Omloop van het Houtland            | Belgia                       | 1.1        | Jonas Van Genechten |            |